# 深井瞬
深井 瞬（ふかい しゅん、1984年3月15日-）は、テレビ新広島のアナウンサー。東京都生まれ、埼玉県育ち。

## 来歴・人物
立教小学校、立教中学校、立教高等学校、明治大学商学部卒業後、2006年4月にテレビ新広島へアナウンサーとして入社。同期入社はバーゲルルミ。入社から2013年1月までの約7年間、男女を通してテレビ新広島の最年少アナウンサーだった。
過去には『TSSスーパーニュース』のキャスターを務めたり、ローカルバラエティ番組の『夜型人間』に出演したりした。
現在は主にスポーツ中継の実況を担当している。
広島県内のテレビ局のアナウンサーにおいて明治大学卒業の先輩に本名正憲（フリーアナウンサー、元中国放送）、後輩に澤村優輝（広島テレビ）が、田村友里（中国放送）、野村舞（広島ホームテレビ）がいる。

## スポーツ実況歴
それぞれの競技における初実況は以下の通り。
- プロ野球：2007年8月22日、旧広島市民球場で行われた、広島東洋カープ-横浜ベイスターズ。解説は達川光男。
- バレーボール：2007年12月2日、広島市東区スポーツセンターで行われた、第36回広島県スポーツ少年団バレーボール交歓大会。
- 陸上競技：2009年4月29日、広島広域公園陸上競技場で行われた、第43回織田幹雄記念国際陸上競技大会。
- サッカー：2011年6月5日、広島ビッグアーチで行われた、ヤマザキナビスコカップ・サンフレッチェ広島-川崎フロンターレ。解説は風間八宏。
- 国際試合：2011年11月5日、広島サンプラザで行われた、ワールドカップバレーボール・女子第1ラウンドのイタリア-中国。解説は前田健。

## プロ野球に関するエピソード
プロ野球の実況やインタビューにおいて、いくつかの初物や珍事に携わっている。
- 2008年6月18日、広島東洋カープ-北海道日本ハムファイターズの試合で、前田健太のプロ初勝利を実況した。
- 2009年4月11日、広島東洋カープ-中日ドラゴンズの試合で、この年開場したマツダスタジアムにおける初めてのヒーローインタビューを行った。相手は前田健太。
- 2009年6月18日、広島東洋カープ-東北楽天ゴールデンイーグルスの試合で、マツダスタジアムにおける広島東洋カープ初のサヨナラ勝利を実況した。勝利打点は石原慶幸のサヨナラホームラン。
- 2011年5月14日、広島東洋カープ-読売ジャイアンツの試合で、9回裏同点の場面からサヨナラデッドボールを受けた石原慶幸にヒーローインタビューを行った。
- 2012年5月19日、広島東洋カープ-北海道日本ハムファイターズの試合で、共に交流戦初登板となった野村祐輔と斎藤佑樹の投げ合いを実況した。またこの試合は北海道文化放送で北海道にも地上波で放送され、デーゲームながら視聴率24.6%を記録している[3]。
- 2013年4月26日、広島東洋カープ-中日ドラゴンズの試合で、日本新記録となる廣瀬純の15打席連続出塁を実況した。
- 2015年5月4日、広島東洋カープ-読売ジャイアンツの試合で、プロ野球では24年振りに起きたインフィールドフライの落球によるサヨナラゲームを実況した。
- 2016年6月18日、広島東洋カープ-オリックスバファローズの試合で、鈴木誠也が史上10人目の2試合連続サヨナラホームランを打った勝利試合を実況した。
- 2017年7月7日、東京ヤクルトスワローズ-広島東洋カープの試合で、カープが5点差を9回表に逆転した、カープファンからは俗に「七夕の奇跡」と呼ばれる試合を広島ローカル放送で実況した。
- 2018年9月26日、広島東洋カープ-東京ヤクルトスワローズの試合で、カープの球団史上初となる3年連続セントラル・リーグ優勝、かつ1991年以来27年ぶりとなる広島での優勝決定試合を実況した。
- 2018年10月28日、日本シリーズ第2戦・広島東洋カープ-福岡ソフトバンクホークスの試合で、自身初の日本シリーズを実況した。テレビ新広島のアナウンサーが日本シリーズを実況するのは、1986年の日本シリーズ第6戦で実況を担当した神田康秋以来32年ぶり。
- 2025年4月5日、広島東洋カープ-横浜DeNAベイスターズの試合で、田村俊介のプロ初本塁打となるサヨナラ本塁打と山﨑康晃が1球敗戦投手となった試合を実況した。なお、DeNAにとってこの敗戦は対広島戦では11年ぶりの1球敗戦であったが、その11年前にあたる2014年4月4日の試合も実況している。この時もスコアこそ違うものの、今回と同様に延長11回での決着であった（同回に菊地和正から梵英心がソロ本塁打）。

## FNSアナウンス大賞
毎年開催されているFNSアナウンス大賞において、以下の賞を受賞している。
| 回数              | 部門         | 受賞内容     |
| ----------------- | ------------ | ------------ |
| 第24回 （2008年） | 新人部門     | 奨励賞       |
| 第30回 （2014年） | スポーツ部門 | 敢闘賞       |
| 第31回 （2015年） | スポーツ部門 | 敢闘賞       |
| 第32回 （2016年） | スポーツ部門 | ブロック賞   |
| 第33回 （2017年） | スポーツ部門 | アナウンス賞 |
| 第36回 （2020年） | スポーツ部門 | ブロック賞   |
| 第38回 （2022年） | スポーツ部門 | ブロック賞   |
| 第40回 （2024年） | スポーツ部門 | アナウンス賞 |

スポーツ部門において、第30回・31回と2年連続で部門2位の敢闘賞を、第32回・第36回・第38回でブロック賞を、第33回・第40回で部門1位のアナウンス賞を受賞した。

## その他
- 2009年、マツダスタジアムの開場に伴い、広島民放4局のアナウンサーで結成された“鯉してるオールキャスターズ”[11]の一員を務めた。応援歌「勝利を我らに!〜Let's win!〜」は、5回終了時、CCダンスを踊る際にかかる曲としてカープファンには馴染み深い。
- 乃木坂46のファンであり、ライブや舞台、展示会にも足を運んだことがある。公式ブログにはファンとしての活動を記した記事のカテゴリーである「乃木活」が存在する[12]。また2022年には広島出身で1期生メンバーである和田まあやの企画制作も担当した[13]。

## 現在の担当番組
- TSS全力応援!Carp中継　他スポーツ中継
- TSS Live News days
- TSSニュース ナイト
- ローカルニュース各種

## 過去の担当番組
- TSSスーパーニュース（2011年3月28日から2015年3月27日まで、月曜～金曜を毎日担当）
- サタ・スポ （ - 2007年12月22日） MC
- スポっちゅTV （2009年4月4日 - 2010年3月27日） MC
- 情報チャージ 知りため!　スポーツコーナー
- TSS批評
- ひろしま満点ママ!! 毎週火曜「深井瞬のアニマル王国」（2015年 - 2017年3月28日）広島市安佐動物公園から生中継
- 行きたがリーノ 新春カープスペシャル エルドレッド&ジョンソン&ジャクソン 広島の休日（2017年1月1日） 深井瞬がジョンソンとジャクソンに宮島を案内。
  - 行きたがリーノ 未公開シーンお見せします!カープ外国人選手 広島の休日 完全版（2017年1月28日）
- SWALLOWS BASEBALL L!VE（フジテレビONE、2017年9月3日。フジテレビの要員不足に伴う派遣）
- スポラバ カープV8！おめでとうSP（2017年9月18日深夜） MC
- STU48のがんばりまSU! 年末SP（2017年12月26日） MC
  - STU48のがんばりまSU! ～SKE48姉さん、色々教えてつかーさい!SP～（2018年3月28日）
- バオバブが広島にやってきた～男たちの500日の記録～（2018年2月24日） ナレーション
- TSSスピークFNN
- TSSプライムニュース デイズ
- TSSプライムニュース ナイト